# Hyalonema henshawi
Hyalonema henshawi är en svampdjursart som beskrevs av Lendenfeld 1915. Hyalonema henshawi ingår i släktet Hyalonema och familjen Hyalonematidae. Inga underarter finns listade i Catalogue of Life.